# Simulació de malaltia
La simulació de malaltia és la fabricació, disminució o exageració de símptomes físics o psicològics dissenyats per aconseguir un resultat desitjat, com ara evitar anar a treballar o obtenir beneficis econòmics.
La simulació de malaltia no és un diagnòstic mèdic, però es pot registrar com un "focus d'atenció clínica" o un "motiu de contacte amb els serveis de salut". La simulació de malaltia es classifica com a diferent d'altres formes de conducta d'exageració de malalties com ara el trastorn de símptomes somàtics i el trastorn factici o síndrome de Münchhausen, tot i que no tots els professionals de la salut mental estan d'acord amb aquesta formulació.
El fet de no detectar casos reals de simulació suposa una càrrega econòmica per als sistemes d'atenció sanitària, els programes de compensació dels treballadors i els programes de discapacitat. Així mateix, les falses acusacions de simulació sovint perjudiquen pacients o demandants genuïns.